# 加勒比海長鰭鱈
加勒比海長鰭鱈，為輻鰭魚綱鱈形目褐鱈科的其中一種，分布於西大西洋美國佛羅里達至巴西北部海域，為亞熱帶海水魚，深度27-684公尺，體長可達66公分，棲息在泥底質底層水域，生活習性不明。

分布圖

## 扩展阅读
- 维基共享资源上的相關多媒體資源：加勒比海長鰭鱈